# Paweł Kiejkowski
Paweł Kiejkowski (ur. 30 stycznia 1968 w Inowrocławiu) – polski duchowny katolicki, doktor habilitowany teologii, profesor uczelniany Wydziału Teologicznego UAM w Poznaniu.

## Życiorys
Urodził się w Inowrocławiu, gdzie ukończył tamtejsze I Liceum Ogólnokształcące. Po maturze wstąpił do Prymasowskiego Wyższego Seminarium Duchownego w Gnieźnie. 30 maja 1992 otrzymał święcenia kapłańskie z rąk abp. Henryka Muszyńskiego. W latach 2000–2005 był wykładowcą w Katolickim Wyższym Seminarium Duchownym w Petersburgu oraz ojcem duchownym tamtejszych kleryków. W latach 2005–2007 był dyrektorem Prymasowskiego Instytutu Teologicznego w Gnieźnie, a w latach 2006-2007 oraz 2011-2012 wicerektorem gnieźnieńskiego seminarium. W latach 2007–2009 był proboszczem Parafii św. Maksymiliana Marii Kolbego w Gnieźnie. Przez rok był również diecezjalnym egzorcystą oraz ojcem duchownym gnieźnieńskiego seminarium. 
1 sierpnia 2025 został mianowany proboszczem Parafii bł. Radzyma Gaudentego w Gnieźnie. 
W 2015 roku uzyskał stopień naukowy doktora habilitowanego jako adiunkt Zakładu Teologii Dogmatycznej Wydziału Teologicznego Uniwersytetu im. Adama Mickiewicza w Poznaniu, a w 2019 stanowisko profesora uczelnianego na tymże wydziale.
Jest wykładowcą wstępu do teologii, religiologii, teologii fundamentalnej i teologii dogmatycznej w gnieźnieńskim seminarium duchownym.

## Ważniejsze publikacje
- Współpracownik Dobrego Pasterza. Teologia hierarchicznego kapłaństwa Nowego Testamentu w ujęciu Józefa Sebastiana Pelczara, Gniezno 2011
- Homo Paschalis. Paschalna antropologia teologiczna Wacława Hryniewicza w dialogu z myślą prawosławną, Poznań 2014
- Świadkowie dziedzictwa prawosławia na Zachodzie, Poznań 2019
- Z Jezusem Chrystusem ku pełni życia. Wokół myśli Josepha Ratzingera/Benedykta XVI, Poznań 2023